# متحف دي سيسيت
متحف دي سيسيت (بالإنجليزية:  de Saisset Museum)‏ هو متحفٌ وموقع سياحي يقعُ في جامعة سانتا كلارا. تأسَّسَ المتحف عام 1955، بعد أن ورثت إيزابيل دي سايس، آخر عضو في عائلة رائدة ومشهورة في كاليفورنيا، ممتلكاتها إلى جامعة سانتا كلارا. يمتلكُ المتحف ما يقرب من 10000 قطعة فنية وتحف تاريخية، بما في ذلك أعمال الفنان الكاليفورني والخرِّيج الجامعي إرنست دي سايس ومجموعة كبيرة من القطع الأثرية الأخرى في ولاية كاليفورنيا. أكمل متحَف دي سيسيت مؤخرًا عملية تجديد كبيرة لمرافق التخزين الخاصة به وهو مفتوح للجمهور مجانًا.

## التأسيس
يقعُ مبنى المتحَف أمام ما يُعرَف بـبعثة سانتا كلارا دي أسيس (بالإنجليزية: Mission Santa Clara de Asís)‏ وكان جزءًا من حرم الجامعة منذ عام 1955. إنه واحدٌ من اثنين فقط من المتاحف في منطقة سان خوسيه المعتمَدِين من قبل التحالف الأمريكي للمتاحف. يقعُ المتحف في مبنى من ثلاثة طوابق يتوافقُ مع أعمارة النهضة الدينية التبشيريّة السائد في حرم سانتا كلارا ويحمل شعار عائلة دي سيسيت فوق باب الردهة. يحتوي الطابق الأرضي على بهو وعدة غرف لزيارة المعارض وقاعة محاضرات كبيرة للعروض والأنشطة. يحتوي الطابق العلوي على غرفة للمعارض من المجموعة الدائمة وحمام، ويعرض الطابق السفلي القطع الأثرية التاريخية، والأعمال الفنية من المجموعة الدائمة، والمنازل التي تعرض الأدراج للعديد من المطبوعات الأوروبية.

## التاريخ

### عائلة دي سيسيت

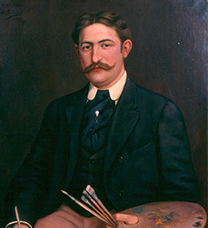
إرنست دي سايس (صورة ذاتية من حوالي عام 1895).

وُلد بيدرو دي الكانتارا برازيليريو دي سيسيت (الاسم الأصلي: Pedro de Alcântara Brasileiro de Saisset) في باريس، فرنسا، وهو الابن غير الشرعي لبيدرو الأول والرابع، ملك البرتغال وإمبراطور البرازيل، وعشيقته هنريتا جوزفين ميس سيسيه. لقد هاجرَ من فرنسا في وقتٍ قريبٍ من اندلاعِ ما عُرف بحمى الذهب عازمًا على الاستفادة من الثروة المكتشفة حديثًا في المنطقة. أثناء وجوده في المنطقة، عمل كممثل قنصلي في سان خوسيه وأسَّس شركة «Brush Electric Light» في سان خوسيه، كاليفورنيا. أثناء وجوده في سان خوسيه، تزوَّج دي سايس من ماريا دي جيسوس (خيسوسيتا) بالوماريس (1832–1907) وأنجبا أربعة أطفال معًا: هنريتا وإرنست وبيير وإيزابيل.
من بين هؤلاء الأطفال، كانت هنريتا هي الوحيدة التي تزوَّجت، ولم يُنجب أيٌّ من الأشقاء أيَّ أطفال. كان إرنست أكبر الأطفال، وبدأ تعليمه في كلية سانتا كلارا عندما كان في السادسة عشرة من عمره. استمرَّ كطالب لمدة ثلاث سنوات، حيثُ أظهر إمكانات في الفرنسية والرسم. خلال السنة الأخيرة من دراسته، درسَ إرنست الرسم مع الأب بارثولوميو تورتون، الذي وافقَ على عمله. نظرًا لوجود نقص في مدربي الفنون في كاليفورنيا الرائدة، أرسلت عائلة دي سيسيت، إرنست إلى باريس لمزيدٍ من الدراسة في مجال الفنّ في أكاديمية جوليان (بالفرنسية: Académie Julian)‏. عاد إلى كاليفورنيا عام 1895 لكنّه توفيَّ بَعد أربع سنواتٍ في عام 1899.

### تاريخ المتحف

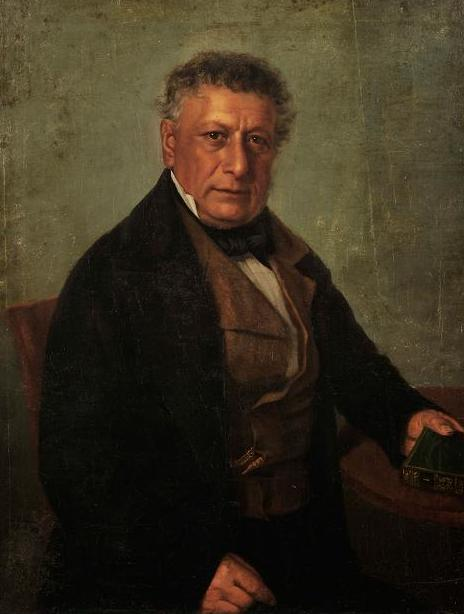
صورة لدون فرانسيسكو بيريز باتشيكو للرسَّام ليوناردو باربيري (1852).

قبل وفاتها في عام 1950، أبلغت إيزابيل دي سايس رئيس ومجلس إدارة جامعة سانتا كلارا رغبتها في التبرع بممتلكات العائلة والمجموعة الفنية العائلية بغرض تشييد معرض ومتحف، كما تم التبرع بالعديد من أغراضها الشخصية بما في ذلك المجوهرات والفضة والمفروشات، ومنذ ذلك الوقت فقد وسَّع المتحف مجموعاته لتشملَ العديد من الأشياء من الولايات المتحدة وخارجها. افتُتحَ المتحف رسميًا في وقتٍ ما عام 1955. تشمل أبرز مجموعة المتحَف الدائمة مجموعات من عصر النهضة والباروك والروكوكو والمطبوعات التي تعود إلى القرن التاسع عشر لفنانين مثل ألبريشت دورر وويليام هوغارث وجيوفاني باتيستا بيرانيزي. تشمل المطبوعات الحداثية في مجموعة المتحَف أعمال مارك شاغال وهنري ماتيس وبابلو بيكاسو، ويضمُّ المتحف أيضًا مجموعات مهمة من المطبوعات والصور الفوتوغرافية المعاصرة وغيرها.